# قطبایی الکتریکی

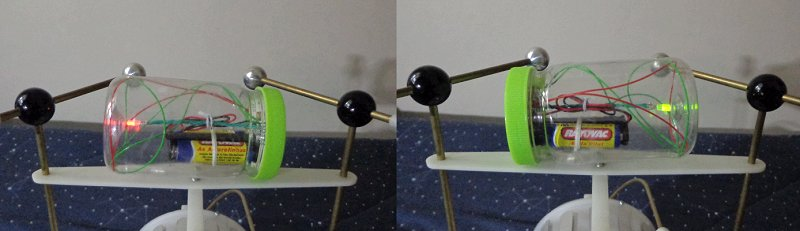
قُطبایی الکتریکی

قُطبایی الکتریکی (به انگلیسی: Electrical polarity) یا قطبیت الکتریکی اصطلاحی است که در سراسر صنایع و زمینه‌های برق کاربرد دارد. دو نوع قطب وجود دارد: مثبت (+) و منفی (-)، این نشان‌دهنده پتانسیل الکتریکی در انتهای دو سر مدار است. باتری دارای ترمینال مثبت (قطب +) و ترمینال منفی (قطب -) است. میان‌هابندش افزاره‌های الکتریکی تقریباً همیشه نیازمند حفظ قطبیت صحیح است. انتخاب صحیح قطب‌های الکتریکی در اغلب وسایل الکتریکی نظیر لامپ‌های خلأ، دستگاه‌های دارای نیم‌رسانا، بسیاری از موتورهای الکتریکی، پیل‌های الکتروشیمیایی و سایر وسایل ضروری است.